# ماريوس وجانيت
ماريوس وجانيت هو فيلم من نوع دراما وكوميديا ورومانسية أُصدر في 1997. الفيلم من إخراج روبير غيديغيان، أما السيناريو فكان من كتابة روبير غيديغيان و.

## القصة
تقع أحداث الفيلم في مارسيليا.

## طاقم التمثيل
- اريان اسكارديا
- جيرار مويلا  [لغات أخرى]‏
- جاكوس بوديت
- باسكال روبرتس
- جان بيير داروسان

## وصلات خارجية
- ماريوس وجانيت على موقع IMDb (الإنجليزية)
- ماريوس وجانيت على موقع روتن توميتوز (الإنجليزية)
- ماريوس وجانيت على موقع نتفليكس (الإنجليزية)
- ماريوس وجانيت على موقع ألو سيني (الفرنسية)
- ماريوس وجانيت على موقع Turner Classic Movies (الإنجليزية)
- ماريوس وجانيت على موقع أول موفي (الإنجليزية)
- ماريوس وجانيت على موقع بوكس أوفيس موجو (الإنجليزية)
- ماريوس وجانيت على موقع فيلمافينيتي (الإسبانية)
- ماريوس وجانيت على موقع قاعدة بيانات الأفلام السويدية (السويدية)
- ماريوس وجانيت على موقع قاعدة بيانات الفيلم (الإنجليزية)